# Veerle Neyens
Veerle Neyens (Neeroeteren, 28 juli 1936 – Heverlee, 30 november 2023) was een Belgische zuster van de zusters annuntiaten van Heverlee. Zij was actief in het onderwijs en de missionering en vervulde bestuurlijke mandaten.

## Biografie
Elisa Neyens werd geboren in Neeroeteren als oudste van een groot gezin van zeven kinderen. Zij behaalde in 1955 het diploma van onderwijzeres aan de lagere normaalschool van het Heilig Hartinstituut in Heverlee. Ze ging aan de slag in de basisscholen van Neeroeteren, Brussel – basisschool Moutstraat en Heverlee – Terbank. Ze trad in 1957 in de congregatie en nam de kloosternaam Veerle aan. In 1958 legde ze tijdelijke geloften af, in 1961 legde ze de eeuwige kloostergeloften af. Tot 1964 was zuster Veerle opnieuw werkzaam als onderwijzeres aan de oefenschool van het Heilig Hartinstituut.
Haar engagement in het Johannes XXIII-seminarie en studies aan het Hoger Opvoedkundig Instituut tussen 1964 en 1966 waren heel verrijkend voor haar.
Van 1966 tot 1979 was zuster Veerle terug actief in het basisonderwijs. Ze werd directrice van de door de congregatie overgenomen parochiale meisjesschool van Meise. Van 1963 tot 1966 was de school een bijhuis van de school aan de Moutstraat in Brussel. In 1966 werd het een zelfstandige school met een eigen directie.
In 1980 koos zuster Veerle Neyens, in navolging van haar zus Mia Neyens voor het missieapostolaat. Ze verbleef 13 jaar in Zaïre, is missionaris en leefde en werkte er in verschillende missieposten, onder andere in Kingandu, Kikwit en Totshi. Daar werd ze, na een korte activiteit in het onderwijs, vrij snel Regionaal overste voor de regio Zaïre. In 1995 kwam ze definitief terug naar België.
Ze werd lid van het schoolbestuur en staflid van het inrichtend comité waar ze verantwoordelijk werd voor de basisscholen en de kinderdagverblijven. Zuster Veerle was regionaal overste van de congregatie van 2004 tot 2016.